# Eciton burchellii
Espèce
Synonymes
- Labidus burchellii Westwood, 1842

Eciton burchellii est une espèce sud-américaine de fourmis légionnaires de la sous-famille des Dorylinae.

## Systématique
L'espèce Eciton burchellii a été décrite pour la première fois en 1842 par l'entomologiste britannique John Obadiah Westwood (1805-1893) sous le protonyme Labidus burchellii,.

## Répartition
Cette espèce se rencontre en Amérique du Sud et en Amérique centrale. Elle est présente aux altitudes comprises entre 6 et 2 050 m avec une altitude moyenne de 384 m.

## Description
Cette espèce présente un haut degré de polymorphisme. Les ouvrières sont réparties en quatre castes : mineures, medias, porteurs et soldats,. Leurs colonies alternent des phases de migration et de bivouac.

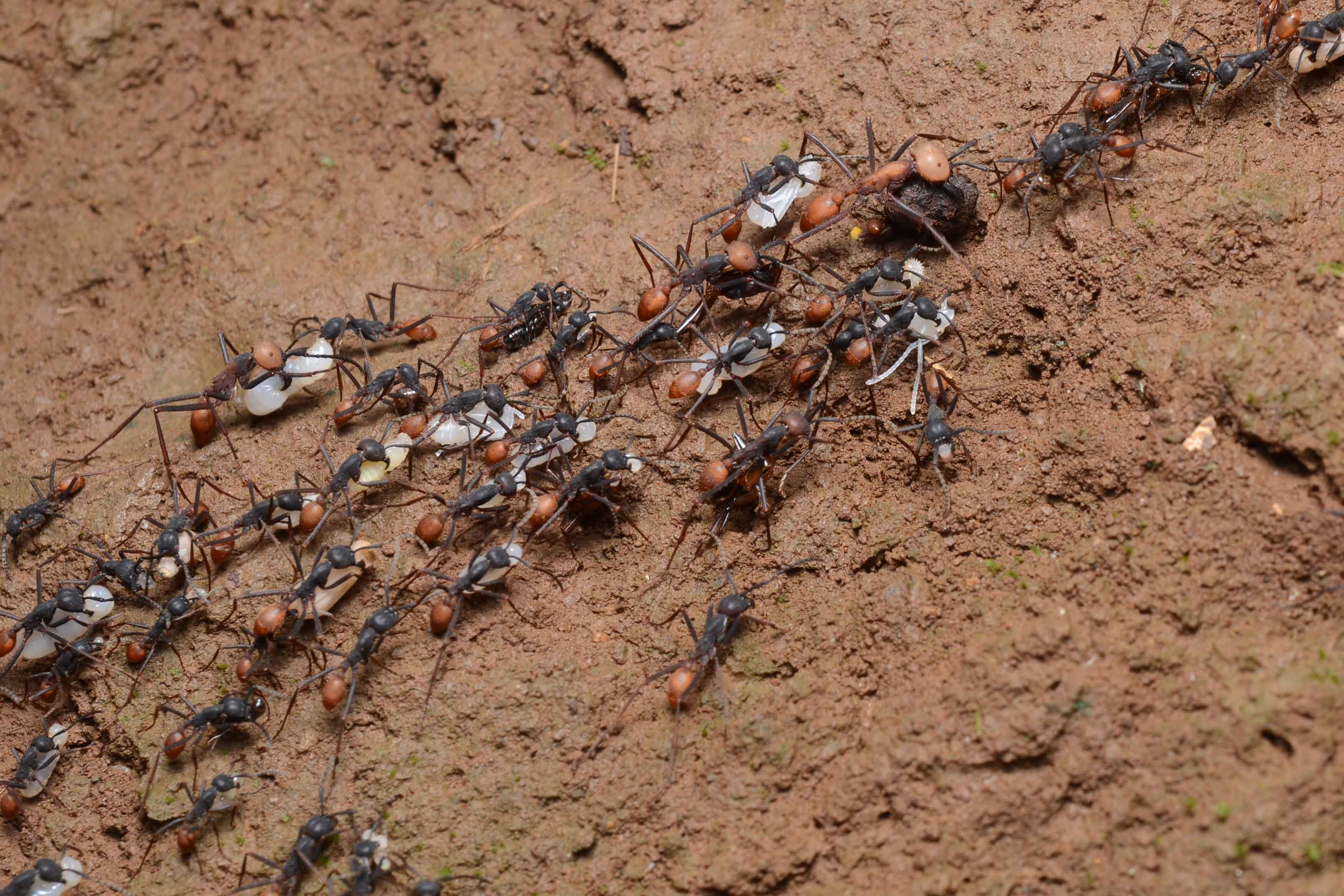
Colonne de fourmis Eciton burchellii.

## Liste des sous-espèces
Selon BioLib (15 novembre 2022) :
- sous-espèce Eciton burchellii cupiens Santschi, 1923
- sous-espèce Eciton burchellii foreli  Mayr, 1886
- sous-espèce Eciton burchellii parvispinum  Forel, 1899
- sous-espèce Eciton burchellii urichi  Forel, 1899

## Étymologie
Son épithète spécifique, burchellii, lui a été donnée en l'honneur du naturaliste britannique William John Burchell qui a collecté le spécimen type à Santos (État de São Paulo, Brésil) le 30 octobre 1826. 

## Publication originale
Sous le taxon Labidus burchellii :
- (en) J. O. Westwood, « Monograph of the Hymenopterous Group, Dorylides », Arcana entomologica, or, Illustrations of new, rare, and interesting insects, Londres, vol. 1, no 5,‎ 1842, p. 65-89 (lire en ligne, consulté le 15 novembre 2022).